# Корытцево (Можайский район)
Корытцево — деревня в Можайском районе Московской области в составе Юрловского сельского поселения. Численность постоянного населения по Всероссийской переписи 2010 года — 7 человек. До 2006 года Корытцево входило в состав Юрловского сельского округа.
Деревня расположена в южной части района, у границы с Калужской областью, на суходоле, примерно в 27 км к юго-западу от Можайска, высота центра над уровнем моря 208 м. Ближайшие населённые пункты — Цезарево в 1,5 км на запад и Ширино в 2 км на восток.